# Sus-Masa-Draa
Sus-Masa-Draa (en árabe: سوس ماسة درعة) fue hasta 2015 una de las dieciséis regiones en que estaba organizado Marruecos. Su capital era Agadir.
La región se situaba en el sur del Alto Atlas y estaba bañada por el océano Atlántico. Al norte limitaba con las regiones de Mequinez-Tafilalet, Tadla-Azilal y Marrakech-Tensift-Al Hauz, y al sur con la región de Guelmim-Esmara y Argelia.
Contaba con un total de 3 113 653 habitantes repartidos en 72 506 km².
Tras la reorganización de 2015, el territorio de Sus-Masa-Draa se repartió parcialmente entre las actuales regiones Draa-Tafilalet, Sus-Masa y Guelmim-Río Noun.

## Subdivisiones
La región se dividía en dos prefecturas y cinco provincias:
- Prefectura de Agadir Ida-Outanane
- Prefectura Inezgane-Aït Melloul
- Provincia de Chtouka-Aït Baha
- Provincia de Tarudant
- Provincia de Tiznit
- Provincia de Uarzazat
- Provincia de Zagora
- Provincia de Sidi Ifni
- Provincia de Tinghir

## Economía
El turismo, la agricultura de regadío y la pesca eran los principales recursos de la región.

## Turismo
Agadir es un destino turístico reconocido mundialmente, uno de los principales de Marruecos, frecuentado tanto por el turismo internacional, fundamentalmente en invierno, como nacional, en la época de verano.
Uno de los principales recursos de la zona en cuanto a atractivo turístico es el Parque nacional de Souss-Massa, en el que se encuentran paisajes notables y la última población viable del ibis eremita, especie en peligro crítico de desaparición. Diversas iniciativas de ecoturismo se han realizado en particular en la desembocadura del oued Massa, donde es posible realizar rutas acompañadas de guías locales con la observación de aves acuáticas y los paseos a lomos de asno como atractivos añadidos a la riqueza cultural del área.